# Герб Поділля

## Опис
Історичним гербом Поділля був герб з ликом сонця на білому полі. Із утрадиційненням геральдичних норм, за якими заборонялося на металевому полі подавати металеві фігури, золоте сонце в гербі Поділля фігурувало на синьому полі.

## Герб в письмових джерелах
Перше зображення герба Поділля знаходиться в бібліотеці Арсеналу в Парижі (Національна бібліотека Франції), в рукописі «Insygnia seu Clenodia Regni Poloniae», з кольоровими зображеннями гербів, на картці 15.
Першим письмовим документом з описом герба Поділля є рукопис Яна Длугоша 15 століття, в якому знаходиться опис гербів земель Польського королівства і в тому числі Поділля. Опис подано латиною:
In campo albo solem radiantem portat (в білому полі образ сонця з промінням)
Опис гербу Поділля з рукопису Яна Длугоша подала Гелена Полячкова в своїй книзі 1926 р. латинською та польською мовами
In campo albo solem radiantem portat. W polu srebrnem obraz slonza zloty.
Інші найдавніші опису гербу знаходяться в гербовнику Бартоломія Папроцького виданого 1578 р. В якому він польською мовою описує герб Поділля та міста Кам'янця-Подільського. Гербом Поділля був золотий лик сонця в білому полі, а гербом міста Кам'янця, який був наданий ще київськими князями, був Св. Юрій. В наш час герб міста також забутий.
Miasto Kaminiec nosi gerb X. Ruskich starodawny takim kszaltem. Podolskie Wojewodstwo nosi Slonce zlote w poli biallom.
Герб Поділля описаний також Олександром Гваніні в «Хроніці Сарматії Європейської», виданій 1578 у Кракові, він латинською мовою подає опис гербу Поділля.
Vexillum terrestre Solem stellis duodecenis in campo albo cirkumda tum pro stemmate gestat

## Галерея

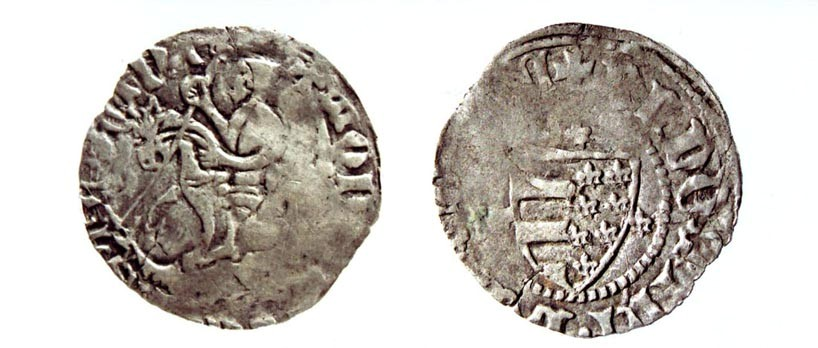
Герб на Подільському півгроші
Герб руських князів міста Кам'янця-Подільського
Герб Подільської губернії з 1878

## Мережа
- -  [Архівовано 6 березня 2016 у Wayback Machine.]
- Ян Длугош  [Архівовано 22 червня 2008 у Wayback Machine.] (пол.)